# Pražská brána (Slaný)
Pražská brána byla jednou ze čtyř bran městského opevnění ve Slaném. Jméno Pražská je poprvé zmiňováno v roce 1443, brána byla ale zvána též Hradská či Podhradská, podle župního hradu na blízkém návrší.
Stála na východním okraji města, na místě dřevěné brány, která shořela v roce 1371.
Náhradní brána byla vystavěna roku 1402 již z kamene.
Mezi roky 1460 a 1472 byla tato kamenná brána přestavěna a doplněna o sedlovou střechu a výrazný barbakan. V září 1841 byla brána i s barbakanem zbořena.
Podle lavírované kresby Pražská brána ve Slaném z roku 1823 od Josefa Šembery byla zdobena sochou Jiřího z Poděbrad a znaky Slaného a Kladska, českým lvem a moravskou a slezskou orlicí. O přesném určení zobrazeného panovníka i jednotlivých znaků se ale vedou spory, mj. kvůli tomu, že díla se dochovala jen částečně. Po zboření brány byly tyto plastiky nejdříve zazděny do zdi sousední školní budovy, za druhé světové války pak byly přesunuty do budovy bývalé piaristické koleje, kde dnes sídlí Vlastivědné muzeum ve Slaném.